# 生田朗子
生田 朗子（いくた あきこ、1959年11月13日 - ）は、日本の女優。
大阪市住吉区出身、血液型はO型。劇団ひまわりで講師も勤める。

## 人物
- 帝塚山学院大学美学美術史学科卒業[1]。
- 2008年3月、「罪と、罪なき罪」公演を最後に劇団リリパットアーミーIIを退団。
- リリパットアーミーII所属前は、関西の重鎮劇団・五期会に所属（1980年入団[1]）。
- 劇団ひまわりで長く講師を務め、演出も手がけている。
- 「関西一きれいな大阪弁」を話すことが出来る。
- フィットネスの会員証を持っている。

## 関連人物
- リリパットアーミーII
- 中島らも
- わかぎゑふ
- 朝深大介
- コング桑田
- 野田晋市
- 千田訓子
- 上田宏
- 谷川未佳
- 祖父江伸如
- 濱崎大介
- 小野雄也
- 福井千夏
- 劇団ひまわり